# Altes Bach-Denkmal in Leipzig

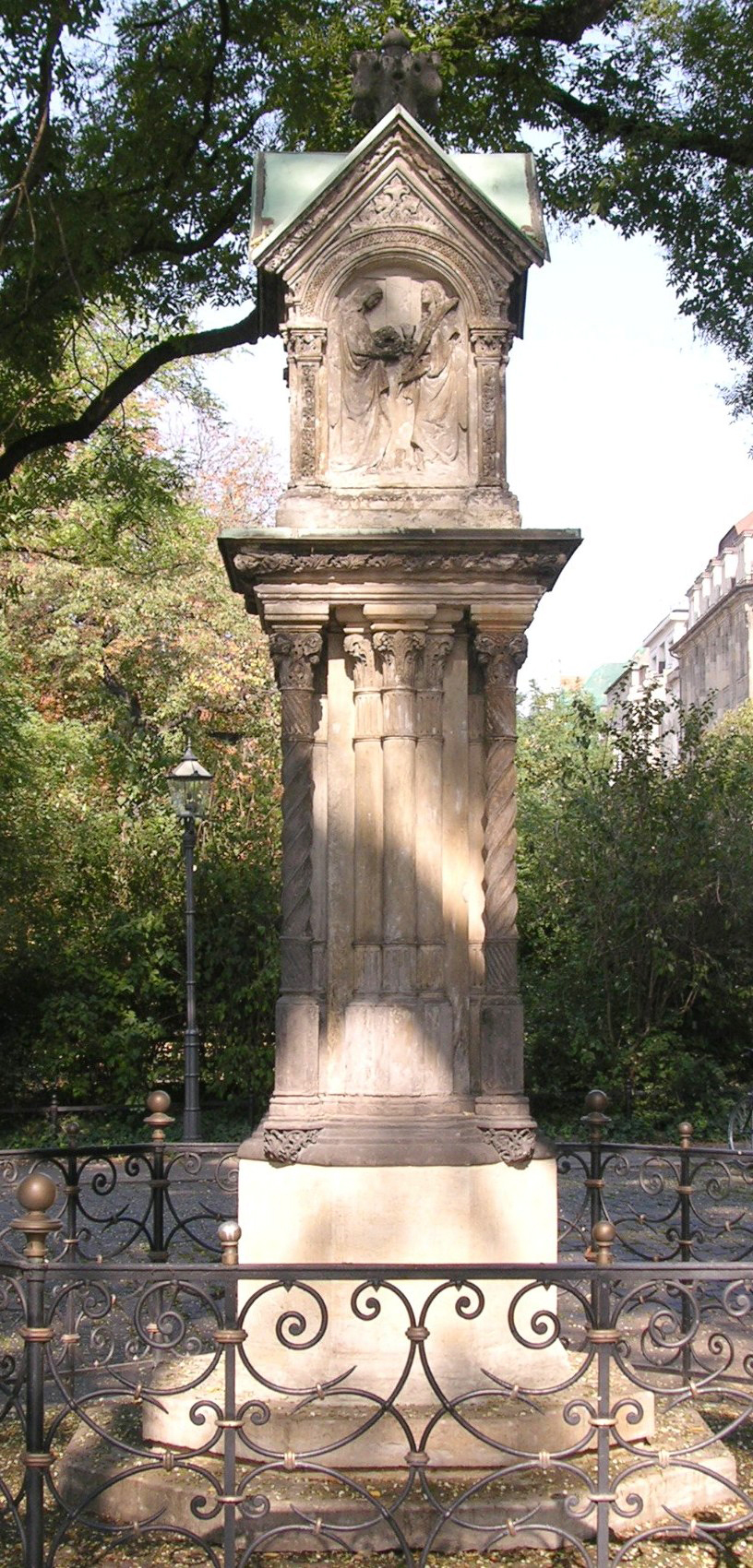
Altes Bachdenkmal von Süden

Das Leipziger alte Bachdenkmal steht in den Grünanlagen am Dittrichring, nahe der Thomaskirche. Es ist das weltweit älteste Denkmal für Johann Sebastian Bach. Gestiftet von Felix Mendelssohn Bartholdy, wurde es im Jahr 1843 eingeweiht. Die Entwürfe stammen von Eduard Bendemann, Ernst Rietschel und Julius Hübner. Ausgeführt wurde das Denkmal vom Leipziger Bildhauer Hermann Knaur. Nach seiner Errichtung wurde es mehrfach restauriert, zuletzt im Jahre 2005.

## Gestalt
Auf zwei achteckigen Steinplatten steht ein achteckiger Sandsteinsockel, der einen kantonierten Pfeiler trägt, der von vier schmaleren, im Mittelteil spiralförmig gedrehten Säulen umgeben ist. Auf diesen fünf Säulen ruht ein gemeinsames quadratisches Kapitell, auf dem Haus-artig mit quadratischem Grundriss das eigentliche Denkmal steht. Es wird aus vier romanischen Bögen gebildet, über denen sich je ein unten offener Dreiecksgiebel befindet. Die Giebel laufen als ein Dach zusammen und tragen eine steinerne Kreuzblume, die das Denkmal krönt und abschließt. Umgeben ist das Denkmal von einem achteckigen, eisernen Zaun.

### Kreuzblume

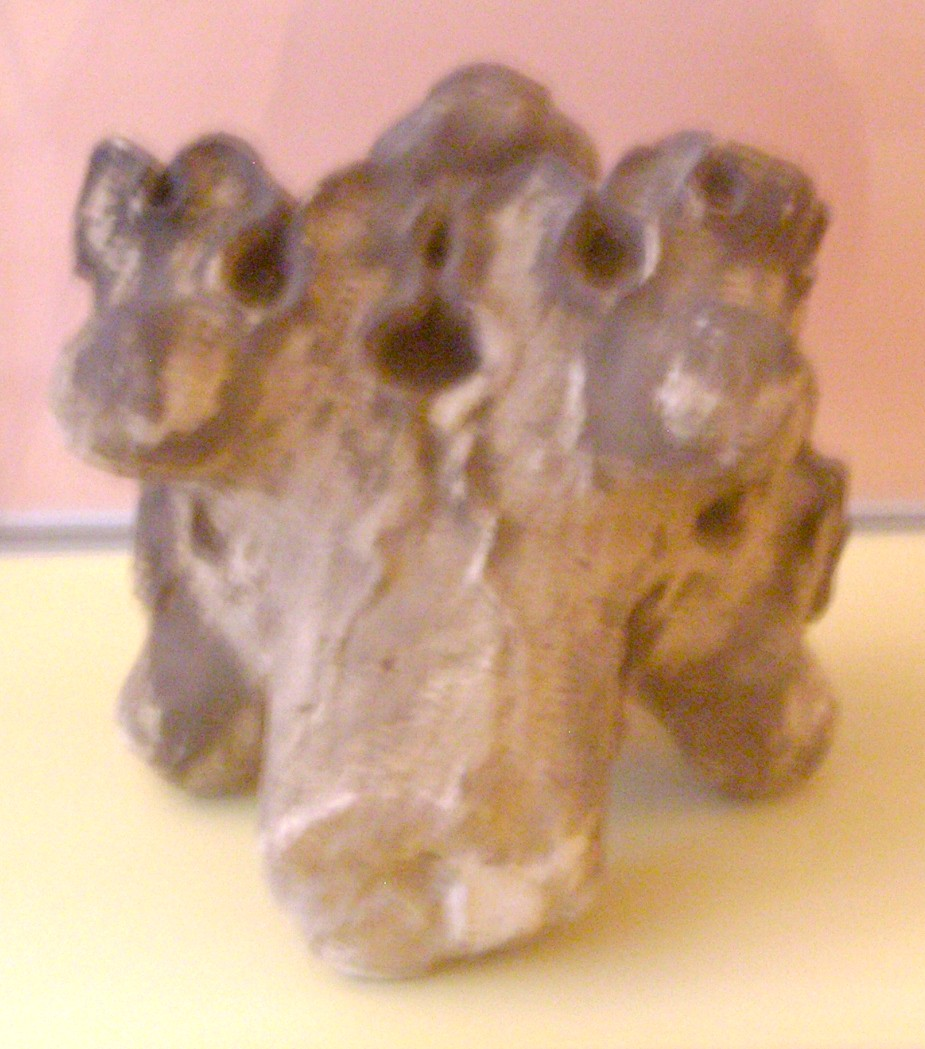
Zweite Kreuzblume im Bach-Archiv Leipzig

Die Kreuzblume wurde seit der Errichtung des Denkmals mindestens zweimal ausgetauscht und in ihrer Form verändert. Die zweite Kreuzblume befindet sich seit Anfang der 1980er Jahre im Bach-Archiv Leipzig. Wie auf einem Holzstich zu sehen ist, war die erste Kreuzblume bedeutend größer als die jetzige.

### Relief

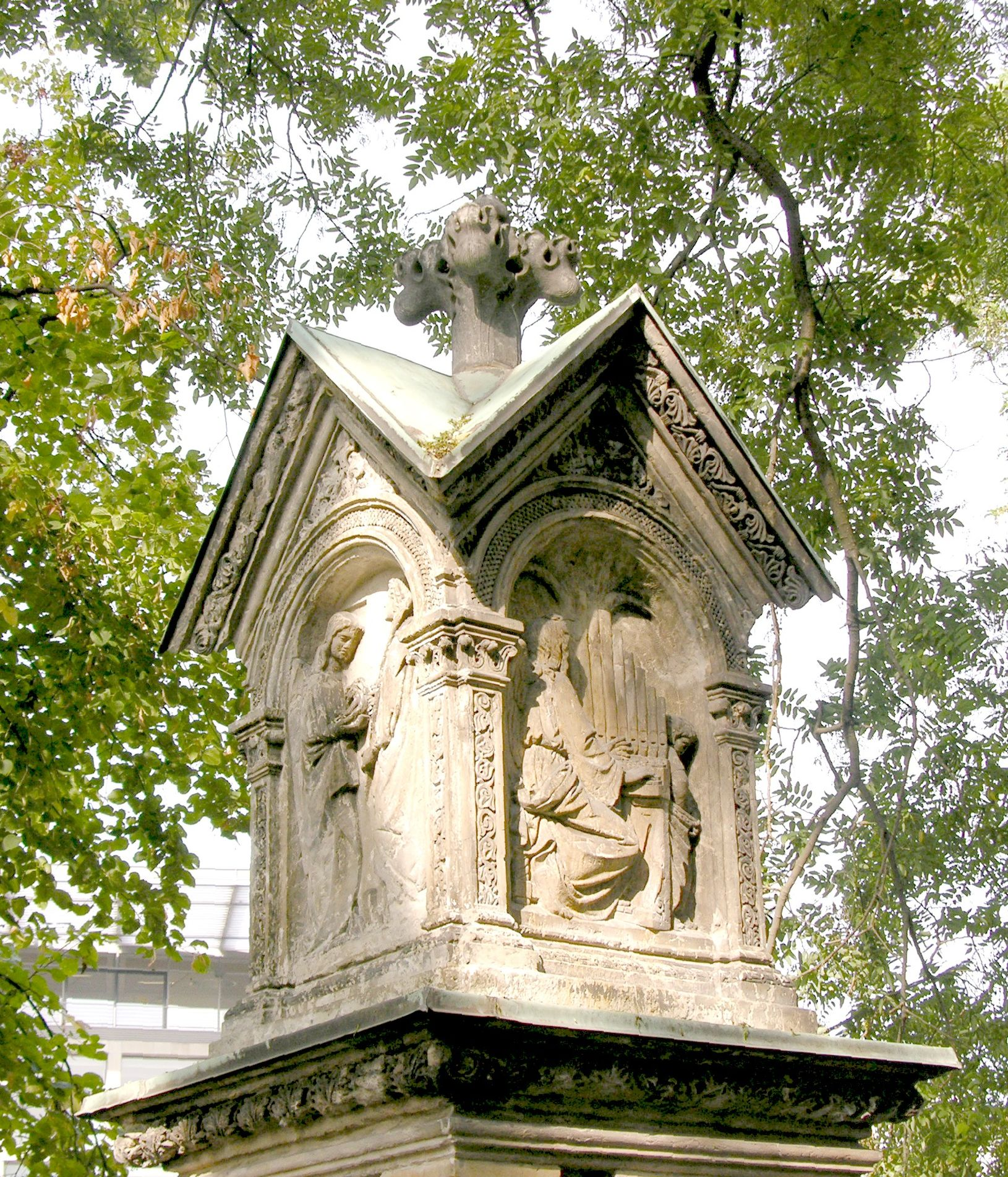
Zwei Seiten des Reliefs

Das Relief besteht aus einem vierseitigen Sandstein mit Halbreliefdarstellungen, die jeweils unter einem romanischen Bogen stehen. Jede Seite ist von einem kleinen, kupfernen Firstdach gedeckt und weist jeweils ein anderes Motiv auf:
1. (Norden) Bachs Büste
2. (Westen) Engel, der Knaben im Singen unterweist
3. (Süden) Zwei Engel unter einem Kreuz, der eine mit Dornenkrone in den Händen, der andere mit Palmzweig und Kelch
4. (Osten) Ein Engel beim Orgelspiel mit einem Blasebalgtreter.

### Säulenpartie
Die Säulenpartie besteht aus insgesamt 16 Säulen, wobei im Zentrum acht stehen und auf jeder der vier Seiten eine glatte Säule steht. An den vier Ecken steht je eine gedrehte Säule. Diese haben alle korinthische Kapitelle, drei runde Teile und einen achteckigen Teil.

### Sockel
Der Sockel ist achteckig und hat drei Stufen. Der oberste Teil des Sockels besteht aus Metall und ist an den vier Ecken verziert.

## Geschichte
Die Initiative für die Errichtung eines Denkmals für Bach in Leipzig ging 1840 von dem Komponisten und Gewandhaus-Kapellmeister in Leipzig Felix Mendelssohn Bartholdy aus. Das Denkmal wurde von dem Dresdner Maler Eduard Bendemann entworfen, unter Mitwirkung seiner Kollegen Ernst Rietschel und Julius Hübner weiterentwickelt, vom Bildhauer Hermann Knaur in Elbsandstein ausgeführt und im Jahr 1843 an seinem heutigen Platz, der damals unmittelbar hinter der Thomasschule lag, aufgestellt.
Am 6. August 1840 gab Mendelssohn in der Leipziger Thomaskirche ein Orgelsolokonzert, in dem er sechs Werke Johann Sebastian Bachs spielte und das er mit eigenen Improvisationen begann und beendete. Diesem Konzert folgten die Aufführung der Matthäuspassion am 4. April 1841 und am Tag der Enthüllung des Denkmals im Jahre 1843 ein Konzert mit repräsentativen Vokal- und Instrumentalwerken Bachs. Das Denkmal wurde hauptsächlich aus dem Reinerlös der drei Konzerte finanziert, den noch fehlenden Betrag schoss Mendelssohn von seinem Privatvermögen zu.
Am 23. April 1843 wurde das Denkmal feierlich enthüllt. Nach einem Konzert im Leipziger Gewandhaus, in welchem ausschließlich Bachsche Werk erklangen, sang der Thomanerchor, teils verstärkt von Laienchorsängern und begleitet von einem aus Mitgliedern des Gewandhausorchesters gebildeten Bläserchor, am Denkmal zwei Choräle und Bachs Motette Singet dem Herrn ein neues Lied, BWV 225. Außerdem hielt der Regierungs- und Stadtrat Friedrich Heinrich Wilhelm Demuth eine Festansprache.

## Bilder

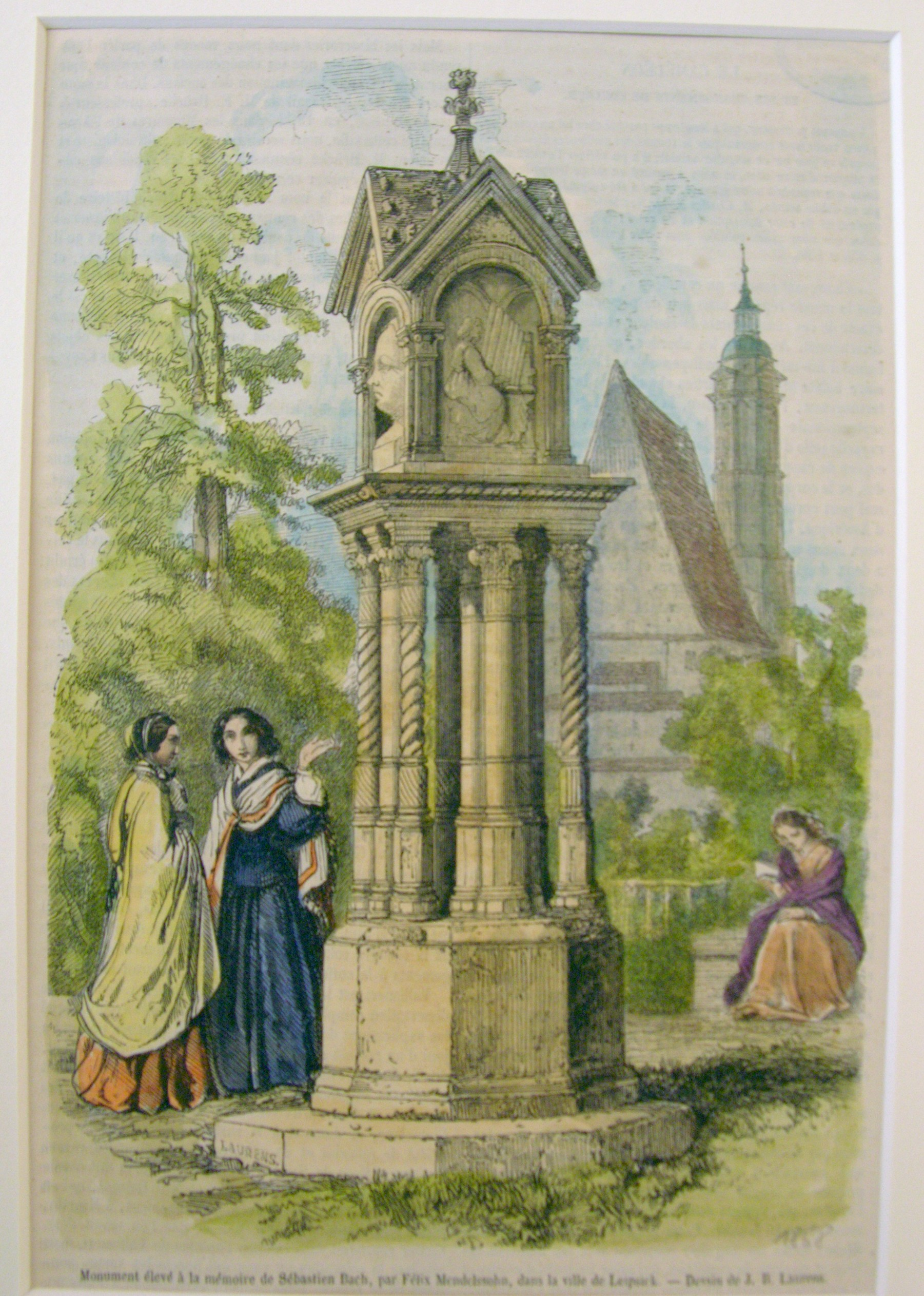
Holzschnitt nach einem Aquarell von Eduard Bendemann, 1850
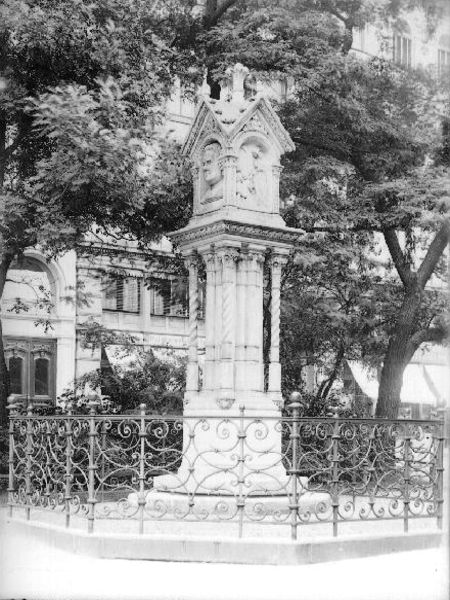
Foto von Hermann Walter, um 1880
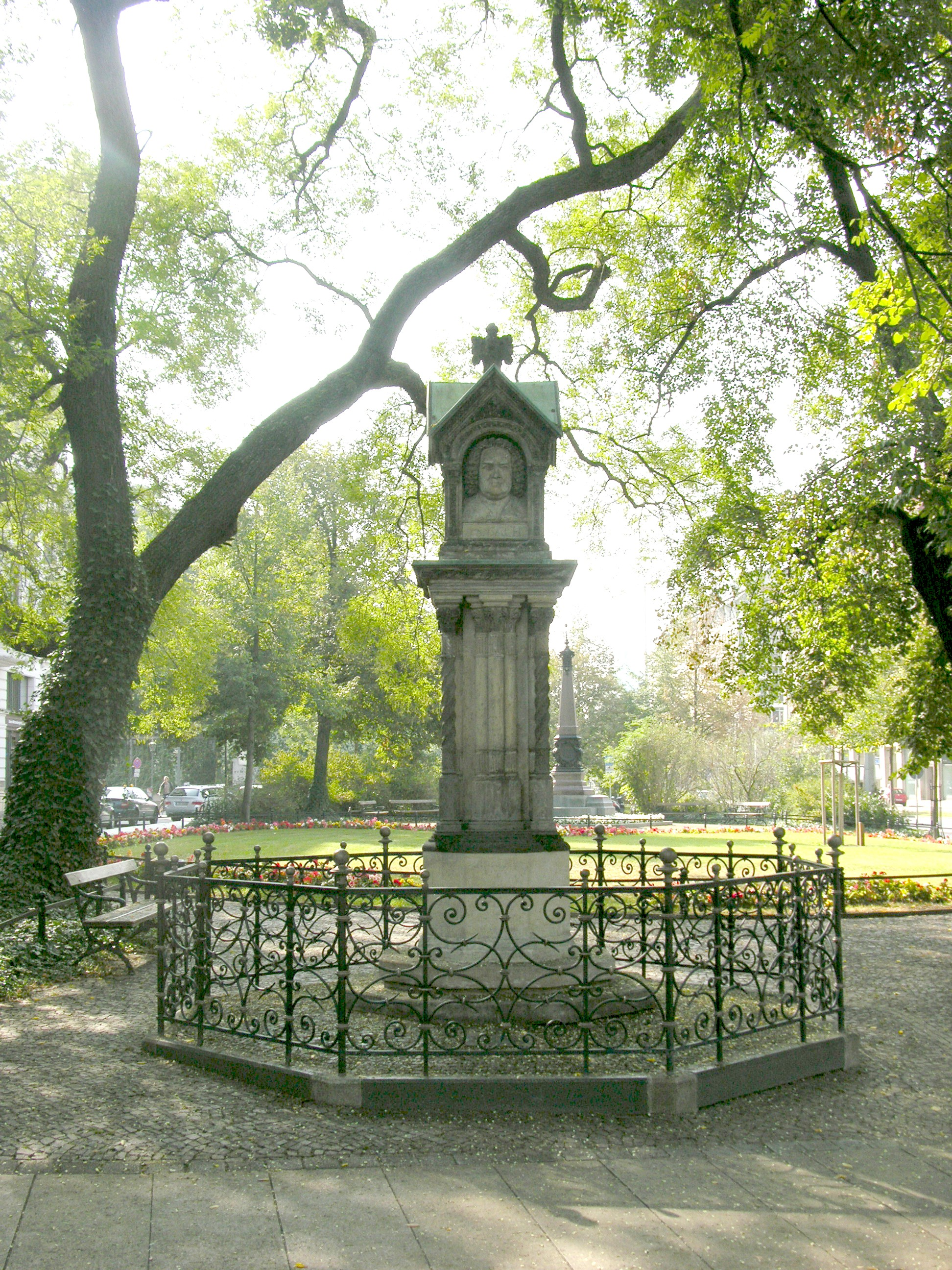
Heutige Ansicht von Norden
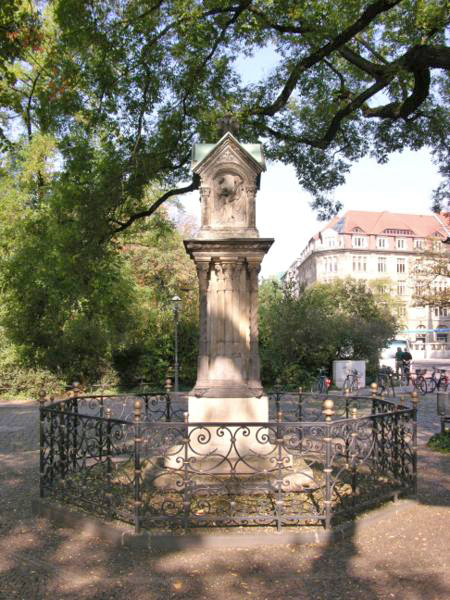
Heutige Ansicht von Süden
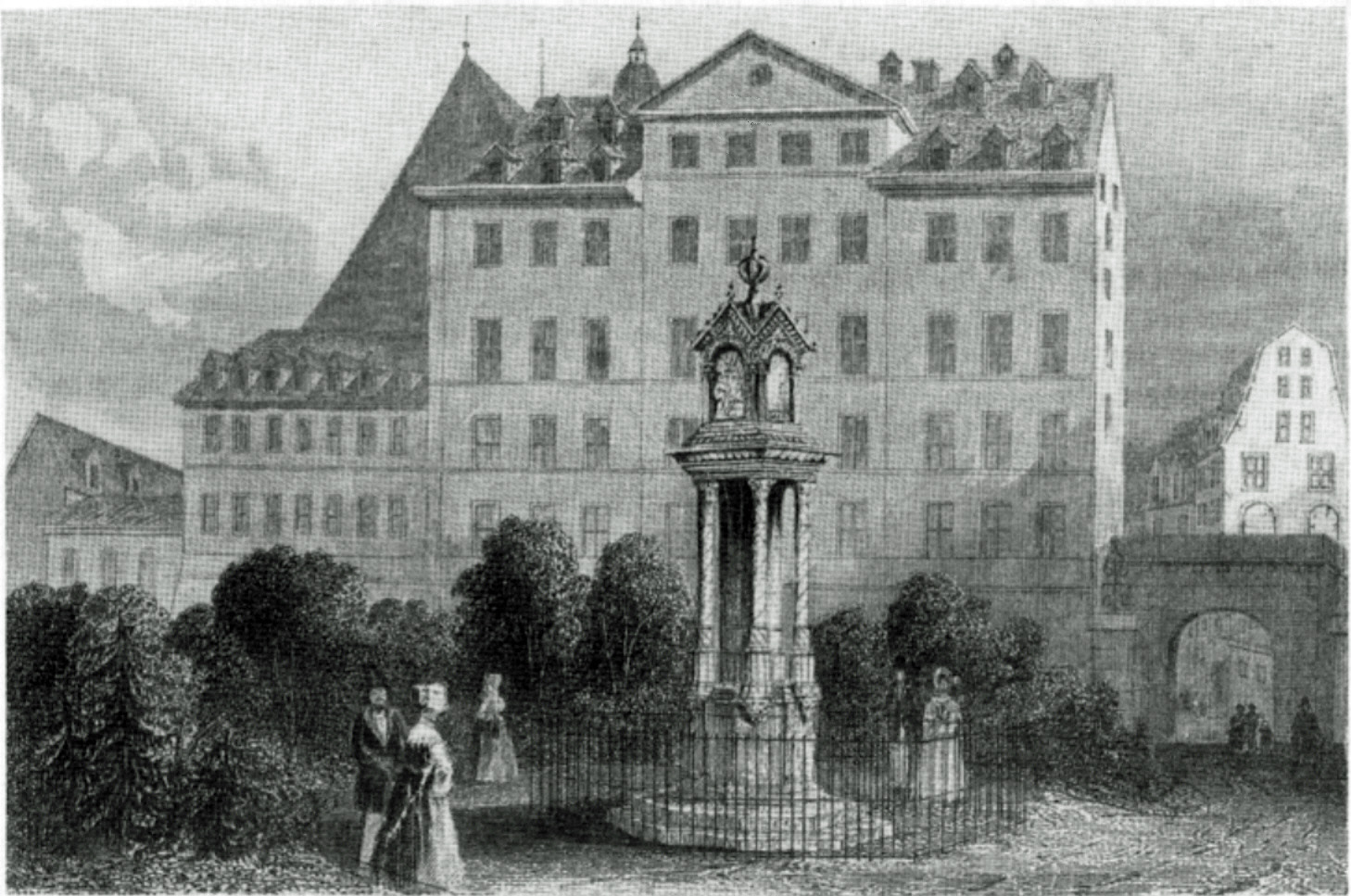
Stich von Albert Henry Payne aus Leipzig um 1860